# 冨安徹
冨安 徹（とみやす とおる）は、日本のドラマー、ドラム調律師。